# Raphaël Lecluyse
Raphaël Celestin Bruno Lecluyse (Ieper 20 september 1910 - 8 mei 1981) was een Belgisch senator.

## Levensloop
De vader van Raphaël Lecluyse, Remi Lecluyse, was schoolhoofd. 
Na van 1923 tot 1929 de oude humaniora te hebben doorlopen aan het Sint-Vincentiuscollege in Ieper, promoveerde Lecluyse in 1934 tot landbouwingenieur aan de Katholieke Universiteit Leuven.
Hij werd van 1935 tot 1938 keurmeester bij de Algemene Keuringsdienst West-Vlaanderen, van 1938 tot 1965 rijkslandbouwkundig ingenieur bij het ministerie van Landbouw en vanaf 1945 was hij ook lesgever aan de Hogere Normaalschool voor Landbouwhuishoudkunde.
In 1965 werd hij voor de CVP verkozen in de Senaat als rechtstreeks gekozen senator voor het arrondissement Roeselare-Tielt. Hij bleef dit tot in 1974 en was daarna van 1974 tot 1977 provinciaal senator. In de periode december 1971-april 1977 had hij als gevolg van het toen bestaande dubbelmandaat ook zitting in de Cultuurraad voor de Nederlandse Cultuurgemeenschap, die op 7 december 1971 werd geïnstalleerd en de verre voorloper is van het Vlaams Parlement.